# Sloanoglymmius
Sloanoglymmius is een geslacht van kevers uit de familie van de loopkevers (Carabidae). De wetenschappelijke naam van het geslacht is voor het eerst geldig gepubliceerd in 1991 door R.T. & J.R. Bell.

## Soorten
Het geslacht Sloanoglymmius is monotypisch en omvat slechts de volgende soort:
- Sloanoglymmius planatus (Lea, 1904)